# 亞瑟港 (南極洲)
64°46′S 64°04′W / 64.767°S 64.067°W
亞瑟港（英語：Arthur Harbour）是南極洲的海港，位於帕默群島的昂韋爾島西南岸，入口處在波拿巴角和諾瑟爾角之間，由讓-巴蒂斯特·夏古率領的法國探險隊繪入地圖，現時由南極條約體系管理。